# 沼田街道
沼田街道（ぬまたかいどう）は、上野国群馬郡の前橋から、赤城山西麓を経て、利根郡の沼田までを結ぶ街道である。前橋街道とも呼ばれる。

## 概要
上野国（群馬県）中部の群馬郡・勢多郡と北部の利根郡を結ぶ街道で、沼田盆地と赤城山西麓の村々の生産物の輸送路・沼田城主の参勤交代路として用いられた。経路は利根川東岸の溝呂木を経由する東通り、津久田を経由する川通り、利根川西岸の白井を経由する西通りがあった。前橋から駒形・柴・五料を経て江戸に至る江戸道があり、五料から前橋までの区間を含めて沼田街道と呼ぶことがある。沼田では尾瀬を経て会津地方に至る会津街道（会津沼田街道）と接続した。沼田街道の通過地は現在の前橋市・渋川市・利根郡昭和村・沼田市の3市1村である。

## 歴史
中世より開かれた街道であり、戦国期には軍事道路として用いられた。近世には沼田藩の参勤交代路として、米野・溝呂木・南雲・森下の各宿が整備された。南の前橋からは砥石・小間物・荒物・砂糖・素麺などが、北の沼田からは柿・独活・蕨・木炭・大豆・小豆などが運ばれ、利根川の上流域から中流域までを結ぶ交易路としての役割を担った。
明治期の道路改良により、利根川沿いの津久田・宮田・八崎を経由する県道（川通り）や利根川西岸の国道（西通り）の往来が盛んとなったことで、旧来の沼田街道（東通り）は衰退した。昭和期に旧街道に並行して関越自動車道や広域農道が整備され、平成期に溝呂木付近が国道353号の一部となるなど、渋川市赤城町では赤城インターチェンジの接続道路の一部として機能している。